# 裂頭鱷屬
裂頭鱷屬（學名：Dibothrosuchus）是種原始鱷形類，屬於喙頭鱷亞目。目前已經發現數個顱骨與骨骼，化石發現於中國雲南省，年代屬於侏羅紀晚期。裂頭鱷是種陸生鱷類，可能具有靈敏的聽力，類似現代鱷魚。

## 敘述

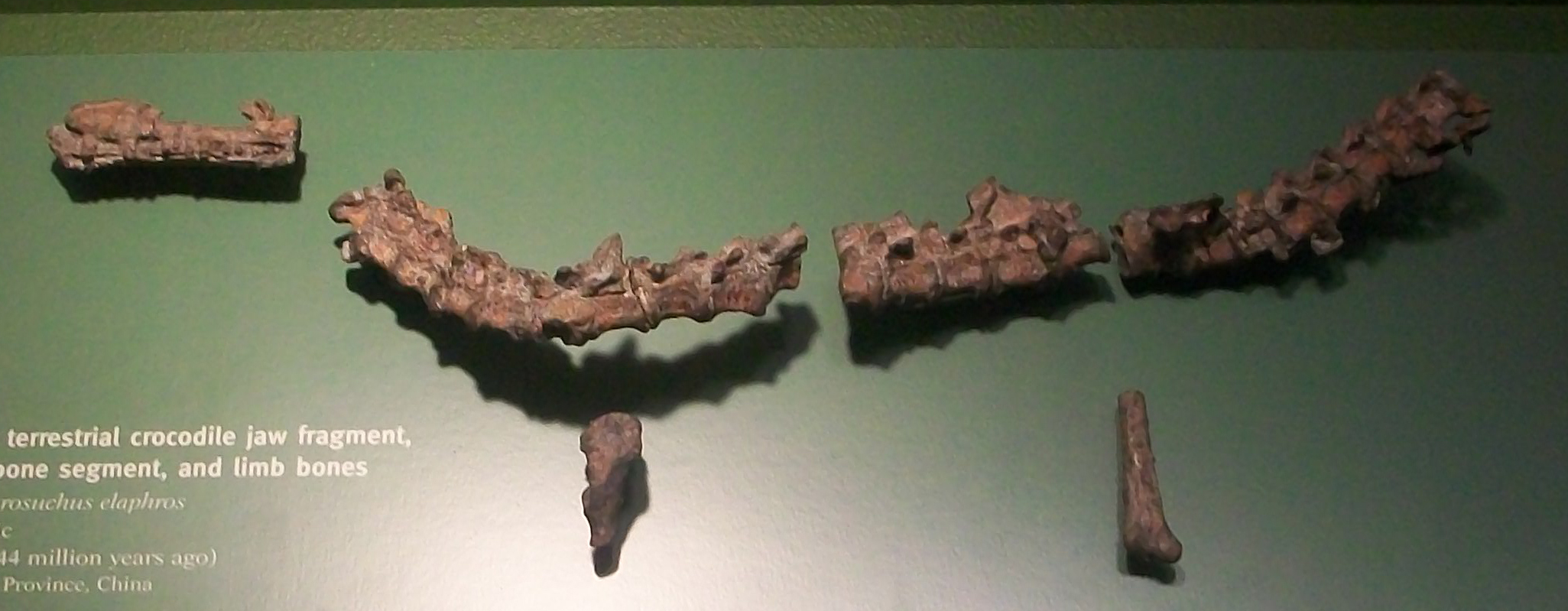
D. elaphros的脊椎與四肢骨頭，芝加哥菲爾德博物館

裂頭鱷的正模標本是個部分顱骨與骨骼，是由一名輔仁大學的天主教神父在中國雲南省的一個泥岩層所發現。在1965年，D.J. Simmons將這個標本敘述、命名，模式種是敏捷裂頭鱷（D. elaphros）。在1985年，一個中國與美國組成的挖掘團隊發現其他化石。裂頭鱷的化石已發現兩個顱骨、三個骨骼、以及一些零散的骨頭，都來自於祿豐組的下層。裂頭鱷最初被歸類於槽齒目的鳥鱷科，目前被重新分類於喙頭鱷亞目的喙頭鱷科。在1986年，吳肖春命名了第二個種星宿裂頭鱷（D. xingsuensis）。數年後，吳肖春與薩克·查特吉（Sankar Chatterjee）發現星宿裂頭鱷是D. elaphros的異名。因此，裂頭鱷目前只有D. elaphros一個種。
裂頭鱷是種小型陸生動物，顱骨的長度只有16.4公分，身長估計有1.3公尺。裂頭鱷的體型修長，尾部長，四肢長。裂頭鱷的牙齒呈尖狀。前上頜骨每邊有5顆小牙齒，上頜骨每邊有17顆牙齒。前上頜骨與上頜骨的牙齒間有個間隙，與下頜的較大牙齒咬合。下頜每邊有至少11顆牙齒。裂頭鱷的顱頂有數道稜脊。科學家研究裂頭鱷的顱骨後，推測牠們有良好的聽力，可能會以叫聲與同類溝通，類似現代鱷魚。裂頭鱷的背部中線有兩道皮內成骨構成的鱗甲。